# Seokgok-dong
Seokgok-dong (koreanska: 석곡동)  är en stadsdel i stadsdistriktet Buk-gu i staden Gwangju i den sydvästra delen av Sydkorea,  270 km söder om huvudstaden Seoul. Stadsdelen består av landsbygdsområden öster om centralorten Gwangju.